# برگه سبک نگارش (توسعه وب)
برگه سبک نگارش یا شیوه‌نامه (به انگلیسی: Style sheet) یکی از روش‌های جداسازی نمایش از محتوا، در زمینهٔ طراحی وب می‌باشد. در این تکنیک نشانه گذاری (به انگلیسی: markup) (یعنی HTML یا XHTML) که در یک صفحهٔ وب قراردارند، تنها شامل محتوای معنایی و ساختار آن صفحه است، اما طرح دیداری (یا سبک نگارش) آن را تعریف نمی‌کند. درعوض «سبک نگارش» در یک فایل «برگه سبک نگارش» در بیرون از فایل markup تعریف می‌شود. این فایل به وسیلهٔ زبان‌های برگه سبک نگارش (Style Sheet language) مثل CSS یا XSLT ایجاد شده‌است.
اهمیت استفاده از «برگه سبک نگارش» آن است که عمل جداسازی (Separation) را انجام می‌دهد، و این یک تحول بزرگ برای عبور از تکنولوژی‌های پیشین بود که در آنها در نشانه گذاری‌های صفحه (markup) هم ساختار و هم سبک نگارش در یک جا تعریف شده بود.
فلسفهٔ زیربنایی برای برگه سبک نگارش، نوع خاصی از مفهوم جداسازی نگرانی‌ها (به انگلیسی: Separation of concerns) است.